# Harrogate Town
Harrogate Town (offiziell: Harrogate Town Association Football Club, Spitzname: die Sulphurites – «die Schwefelerischen») ist ein Fußballverein aus der in North Yorkshire gelegenen Stadt Harrogate. Der Klub stieg 2020 erstmals in die viertklassige EFL League Two auf.

## Geschichte
Bereits 1914 entstand ein Klub unter dem Namen Harrogate AFC, dieser zog sich allerdings infolge des Ersten Weltkriegs im September 1914 wieder vom Spielbetrieb zurück, bevor ein Spiel ausgetragen worden war. 1919 wurde unter demselben Namen ein neuer Verein gegründet, in dessen Tradition sich der heutige Verein sieht. Nach der Auflösung des Teams 1932 gründeten Mitglieder des lokalen YMCA 1935 unter dem Namen Harrogate Hotspur einen neuen Verein, 1948 benannte sich der Klub in Harrogate Town AFC um.
Zunächst in lokalen Amateurligen aktiv, trat der Klub 1957 der Yorkshire League bei, diese ging 1982 in der Northern Counties East League auf. Bei der Erweiterung der Northern Premier League wurde Harrogate Town 1987 Gründungsmitglied der zweiten Spielklasse der NPL, 2002 gelang als Meister der Aufstieg in die Premier Division der NPL. 2003 erreichte das Team erstmals die Hauptrunde des FA Cups, ein Jahr später qualifizierte man sich als Tabellenfünfter für die neu geschaffene Conference North. Nachdem Neil Aspin das Traineramt von 2005 bis 2009 bekleidet hatte, übernahm Simon Weaver 2009 den Trainerposten. 2011 wurde dessen Vater Irving Weaver, der im Immobiliengewerbe zu Reichtum gekommen war, neuer Eigentümer des Klubs, 2017
entschied sich der Verein zur Einführung des Vollprofitums.
Bereits am Ende der ersten Saison unter Profibedingungen platzierte man sich hinter Salford City auf dem zweiten Platz der zwischenzeitlich in National League North umbenannten Spielklasse und stieg nach Play-off-Siegen über Bradford Park Avenue und Brackley Town in die fünftklassige National League auf. Dort platzierte man sich in der Saison 2018/19 auf dem sechsten Tabellenplatz, in den Play-offs war bereits im Viertelfinale nach einer 1:3-Niederlage gegen den AFC Fylde Schluss. Ein Jahr später beendete man die aufgrund der weltweiten Covid-19-Pandemie abgebrochene Saison auf dem zweiten Platz, in den anschließenden Play-offs besiegte man im Halbfinale den FC Boreham Wood mit 1:0 und erreichte damit das Aufstiegsfinale gegen Notts County, in dem man erstmals in der Vereinsgeschichte im Wembley-Stadion antrat. Durch einen 3:1-Erfolg gelang der Aufstieg in die EFL League Two und die damit verbundene erstmalige Teilnahme an den Spielklassen der English Football League. Im Mai 2021 gewann der Klub mit der FA Trophy 2019/20 seinen ersten nationalen Pokal. Die Austragung des eigentlich für Klubs unterhalb der Football League bestimmten Wettbewerbs verzögerte sich bis zur Austragung des Finals bis Mai 2021, wodurch Harrogate als Viertligist antrat und das im Wembley-Stadion ohne Zuschauer ausgetragene Finale gegen die Concord Rangers mit 1:0 gewann.

## Erfolge
- Sieger der Play-offs der National League: 2019/20
- Sieger der Play-offs der National League North: 2017/18
- Meister der Northern Premier League Division One: 2001/02
- Meister der Yorkshire League: 1926/27
- Sieger der FA Trophy: 2019/20
- Sieger des West Riding County Challenge Cups: 1924/25, 1926/27
- Sieger des West Riding County Cups: 1962/63, 1972/73, 1985/86, 2001/02, 2002/03, 2007/08
- Whitworth Cup: 1919/20, 1924/25, 1931/32, 1946/47, 1947/48, 1950/51, 1954/55, 1959/60, 1961/62, 1972/73, 1977/78, 1983/84, 1995/96

## Ligazugehörigkeit
- 1919–1920: West Riding League
- 1920–1921: Yorkshire League
- 1921–1922: Midland League
- 1922–1931: Yorkshire League
- 1931–1932: Northern League
- Harrogate League/West Riding County Amateur League
- 1957–1982: Yorkshire League
- 1982–1987: Northern Counties East League
- 1987–2004: Northern Premier League
- 2004–2018: Conference North/National League North
- 2018–2020: National League
- seit 2020: EFL League Two